# Odense Boldklub 2013-2014
Questa voce raccoglie le informazioni riguardanti l'Odense Boldklub nelle competizioni ufficiali della stagione 2013-2014.

## Maglie e sponsor
Lo sponsor tecnico per la stagione 2013-2014 fu Puma, mentre lo sponsor ufficiale fu Carlsberg. La divisa casalinga era composta da una maglietta a strisce bianche e blu, pantaloncini blu e calzettoni bianchi. Quella da trasferta era invece nera con una striscia orizzontale gialla, con pantaloncini e calzettoni neri. Infine, la terza divisa prevedeva una maglietta verde, pantaloncini neri e calzettoni verdi.
| Casa | Trasferta | Terza divisa |

## Rosa
| N. |                        | Ruolo | Calciatore                |
| -- | ---------------------- | ----- | ------------------------- |
| 1  | Danimarca (bandiera)   | P     | Jesper Christiansen       |
| 2  | Norvegia (bandiera)    | D     | Espen Ruud                |
| 4  | Danimarca (bandiera)   | D     | Niclas Vemmelund          |
| 5  | Danimarca (bandiera)   | D     | Anders Møller Christensen |
| 6  | Guinea (bandiera)      | C     | Mohammed Diarra           |
| 7  | Danimarca (bandiera)   | C     | Emil Larsen               |
| 8  | Danimarca (bandiera)   | C     | Martin Spelmann           |
| 9  | Danimarca (bandiera)   | A     | Rasmus Falk Jensen        |
| 10 | Croazia (bandiera)     | A     | Darko Bodul               |
| 11 | Danimarca (bandiera)   | A     | Morten Skoubo             |
| 14 | Stati Uniti (bandiera) | A     | Conor O'Brien             |
| 14 | Estonia (bandiera)     | A     | Hannes Anier              |
| 15 | Danimarca (bandiera)   | D     | Kasper Larsen             |
| 16 | Danimarca (bandiera)   | C     | Jacob Schoop              |
| 17 | Danimarca (bandiera)   | P     | Mads Toppel               |

| N. |                      | Ruolo | Calciatore            |
| -- | -------------------- | ----- | --------------------- |
| 18 | Svezia (bandiera)    | C     | David Löfquist        |
| 19 | Danimarca (bandiera) | A     | Jeppe Hansen          |
| 20 | Danimarca (bandiera) | D     | Jacob Barrett Laursen |
| 20 | Danimarca (bandiera) | C     | Mark Kongstedt        |
| 21 | Ungheria (bandiera)  | C     | Krisztián Vadócz      |
| 22 | Islanda (bandiera)   | C     | Ari Freyr Skúlason    |
| 23 | Camerun (bandiera)   | C     | Cedric N'Koum         |
| 24 | Danimarca (bandiera) | C     | Bashkim Kadrii        |
| 26 | Danimarca (bandiera) | D     | Daniel Høegh          |
| 27 | Danimarca (bandiera) | P     | Casper Radza          |
| 29 | Svezia (bandiera)    | A     | Dušan Đurić           |
| 30 | Norvegia (bandiera)  | A     | Mustafa Abdellaoue    |
| 31 | Danimarca (bandiera) | D     | Emil Jørgensen        |
| 44 | Danimarca (bandiera) | A     | Mads Raben            |
| 45 | Danimarca (bandiera) | C     | Mikkel Desler         |

## Calciomercato

### Sessione estiva(dal 01/07 al 31/08)
| Arrivi | Arrivi                | Arrivi        | Arrivi     |
| R.     | Nome                  | da            | Modalità   |
| ------ | --------------------- | ------------- | ---------- |
| D      | Jacob Barrett Laursen | Juventus      | prestito   |
| C      | Conor O'Brien         | Nordsjælland  | definitivo |
| C      | Ari Freyr Skúlason    | GIF Sundsvall | definitivo |
| C      | Martin Spelmann       | Horsens       | definitivo |
| A      | Mustafa Abdellaoue    | Copenaghen    | prestito   |
| A      | Jeppe Hansen          | Næsby         | definitivo |

| Partenze | Partenze                   | Partenze            | Partenze   |
| R.       | Nome                       | a                   | Modalità   |
| -------- | -------------------------- | ------------------- | ---------- |
| P        | Nicolai Jørgensen          | Boldklubben af 1893 | definitivo |
| A        | Hannes Anier               |                     | svincolato |
| A        | Christian Nikolaj Sørensen | Silkeborg           | definitivo |

## Risultati

### Superligaen
| Arbitro: | Kehlet |

|           |           |            |
| Vadócz 9’ | Marcatori | 62’ Madsen |

| Arbitro: | Christoffersen |

|              |           |            |
| Schwartz 42’ | Marcatori | 78’ Kadrii |

| Arbitro: | Kjærsgaard-Andersen |

|                                       |           |                       |
| Kadrii 29’, 30’ Larsen 58’ Jensen 71’ | Marcatori | 44’ Rask 87’ Dalgaard |

| Aalborg 11 agosto 2013, ore 17:00 4ª giornata | Aalborg       | 0 – 0 referto | Odense | Nordjyske Arena (6.664 spett.)\| Arbitro: \| Kristoffersen \| |
| Arbitro:                                      | Kristoffersen |               |        |                                                               |

| Arbitro: | Johansen |

|               |           |            |
| Festersen 90’ | Marcatori | 21’ Skoubo |

| Arbitro: | Hansen |

|            |           |  |
| Hansen 82’ | Marcatori |  |

| Arbitro: | Poulsen |

|                                  |           |                                                                         |
| Jensen 27’ Larsen 35’ Skoubo 57’ | Marcatori | 44’ Akharraz 46’ Sorin 49’ Andersen 75’ Larsen 82’ Lange 90’ Devdariani |

| Arbitro: | Johansen |

|                        |           |            |
| Ørnskov 36’ Hasani 66’ | Marcatori | 61’ Larsen |

| Arbitro: | Kristoffersen |

|                          |           |            |
| Delaney 74’ Vetokele 83’ | Marcatori | 23’ Larsen |

| Arbitro: | Tykgaard |

|            |           |               |
| Vadócz 52’ | Marcatori | 45’ Uzochukwu |

| Arbitro: | Poulsen |

|             |           |                                  |
| Bakenga 13’ | Marcatori | 3’ Larsen 83’ Høegh 87’ Spelmann |

| Arbitro: | Kehlet |

|                   |           |                                               |
| Hansen 63’ (rig.) | Marcatori | 42’, 58’, 65’ Abdellaoue 53’ Larsen 61’ Bodul |

| Odense 27 ottobre 2013, ore 19:15 13ª giornata | Odense         | 0 – 0 referto | Brøndby | TRE-FOR Park (11.524 spett.)\| Arbitro: \| Christoffersen \| |
| Arbitro:                                       | Christoffersen |               |         |                                                              |

| Arbitro: | Poulsen |

|                  |           |  |
| Høegh 49’ (aut.) | Marcatori |  |

| Arbitro: | Maae |

|                |           |                                     |
| Abdellaoue 68’ | Marcatori | 14’ Nielsen 30’ Tshibamba 47’ Bozga |

| Arbitro: | Hansen |

|              |           |          |
| Schwartz 43’ | Marcatori | 90’ Ruud |

| Arbitro: | Mogensen |

|                                          |           |                |
| Abdellaoue 5’, 66’ Skoubo 10’ Jensen 51’ | Marcatori | 53’ Devdariani |

| Arbitro: | Johansen |

|                       |           |  |
| Stokholm 13’ John 70’ | Marcatori |  |